# Stèle d'Ezana

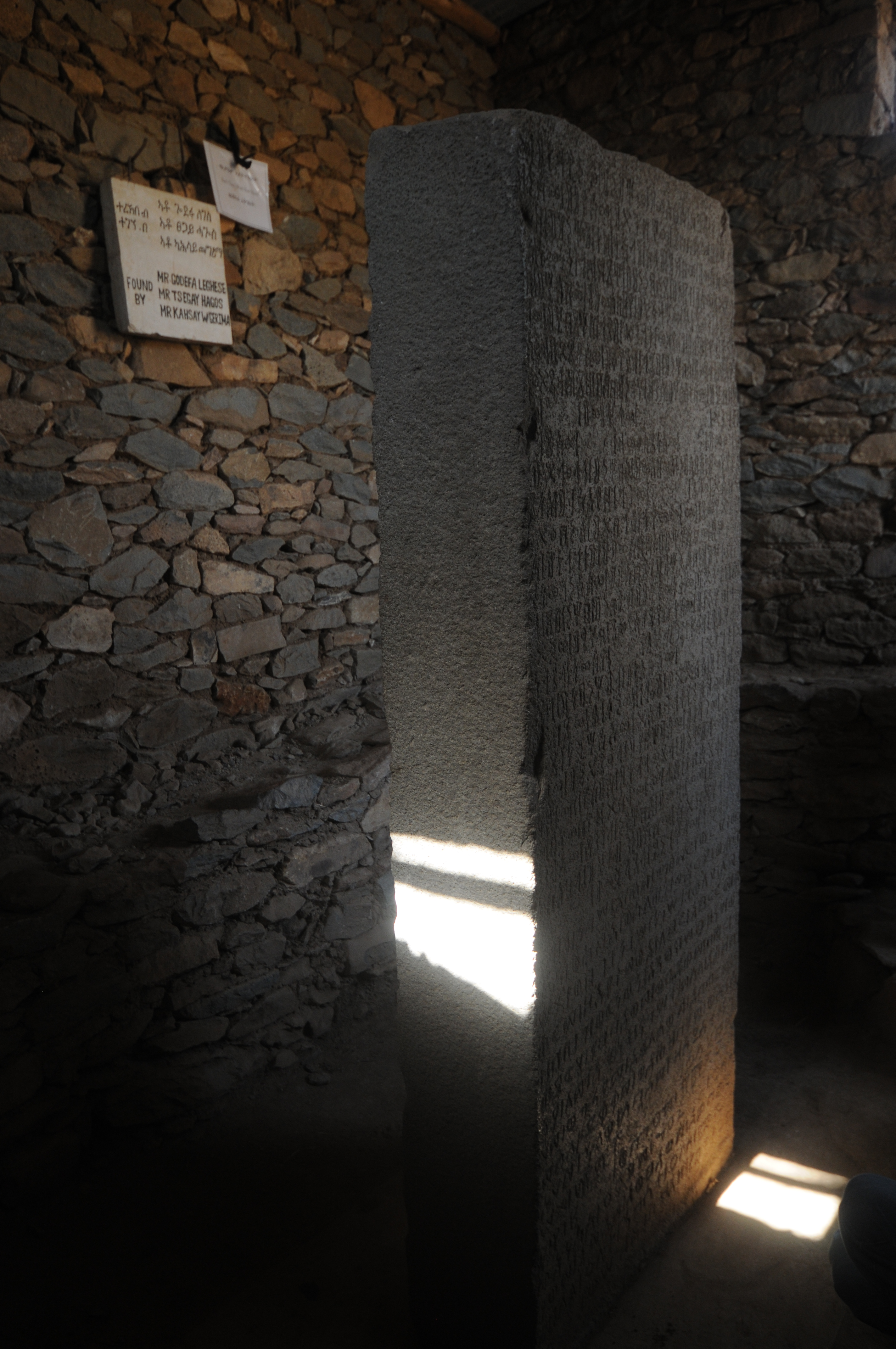
Stèle no 185 portant des inscriptions.

La stèle d'Ezana, appelée aussi stèle no 185, est une stèle aksoumite.

## Description
La stèle a été découverte par Henry Salt au début du XIXe siècle. Elle comporte des inscriptions décrivant les victoires du roi Ezana sur les Nubiens rédigées en deux langues, le guèze (ou ge’ez) et le grec, mais dans trois écritures distinctes, le grec, le guèze transcrit en sudarabique et le guèze transcrit en éthiopien archaïque.
La stèle est visible dans le Jardin d'Ezana au centre de la ville d'Aksoum.